# シャ乱Qの演歌の花道
『シャ乱Qの演歌の花道』（シャランキューのえんかのはなみち）は、1997年8月30日に公開された日本の映画。フジテレビ製作、東宝系で全国公開された。
当時人気だった音楽バンド・シャ乱Qが総出演するギャグ物語。滝田洋二郎監督作品。
同時上映は『CAT'S EYE キャッツ・アイ』。
2007年に韓国でリメイク映画化された。邦題は『覆面ダルホ』。

## あらすじ
大阪の売れないロックバンドでボーカルを務める天草乱之介はある日、バンドメンバー達と人気演歌歌手である黒井ひでとのコンサートでアルバイトをしていたが、ひょんなことから東京の芸能プロダクションにスカウトされ、上京。しかしそこはプロダクションのイメージとは程遠い、とんでもない弱小事務所であり、成り行きで演歌歌手としてデビューすることになってしまう。
演歌界の大御所・鳴門大輔の豪邸に無理矢理連れて行かれるが、そこにいた鳴門の娘・珠美に一目惚れ。演歌歌手としてデビューすることを事務所に承諾し、黒井の付き人となる。数々の失敗を繰り返すものの、黒井に仕返されたことからやむなく覆面を被って出演した音楽番組でその姿がウケ、演歌歌手「覆面太郎」としてデビューし、爆発的な人気を誇るが、事務所の先輩である岬一郎にバンド時代から暖めていた曲「いいわけ」を譲ったことが後々事件とも言える出来事を引き起こした。

## 特徴
- 黒井ひでとの歌う「男の人生」、岬一郎の「しんぼう峠」、天草乱之介の「虹色橋」など、劇中に登場するオリジナルの楽曲は全てシャ乱Qのメンバーによって作詞・作曲された。勿論、岬一郎が後に歌うことになる「いいわけ」も、シャ乱Qのヒットナンバーを演歌調（盆踊り調）にアレンジしたものである。なお、「虹色橋」はその後、高山厳、山田花子&キムラチャン、富永美樹などにカヴァーされた。
- 映画はラストで大どんでん返しを起こして終了するのだが、当時つんくがパーソナリティをしていた『シャ乱Qつんくのオールナイトニッポン』の中で、公開前からつんくが何度もストーリーを暴露していたため、放送を聴いたファンは結末を知ったまま映画館に足を運ぶことになってしまった。
- 本業が俳優ではないシャ乱Qのつんくは、この映画で日本アカデミー賞・新人俳優賞を受賞した。その後、テレビドラマの『ムコ殿』（フジテレビ）などに出演し、オムニバス映画『東京★ざんすっ』では総監督などを務めた。
- 映画公開直前、当時のBMGビクターからオリジナルサウンドトラックが発売された。この中には「男の人生」、「しんぼう峠」などが収録されている。「男の人生」、「いいわけ-演歌バージョン-」などは、現在でもバラエティ番組の挿入歌などでイントロのみ使われることが非常に多い。
- 『シャ乱Qの演歌の花道』とシャ乱Qの冠映画タイトルが付いているが、つんく・たいせー以外の3人はほとんどエキストラ的な役であり、主役級の扱いになったのはエンディングで「シャ乱Q」を結成した時のみである（はたけ・まこと・しゅうの3人は劇画中で「ますからトリオ」という名前が付いている）。
- 2007年には、『覆面ダルホ〜演歌の花道〜』というタイトルで韓国映画リメイク版が製作された。

## キャスト
- 天草乱之介：つんく
- ハルオ：はたけ
- 涼：しゅう
- まさと：まこと
- 羽生：たいせー
- 黒井ひでと：陣内孝則
- 鳴門珠美：瀬戸朝香
- 岬一郎：尾藤イサオ
- 小池勝代：もたいまさこ
- 高峯：松尾貴史
- ミミ：七森美江
- ナナ：丸久美子
- ネネ：麻生奈未
- 新人歌手：富永美樹
- 東田：吉村明宏（友情出演）
- 真由美：さとう珠緒（友情出演）
- 高山厳：高山厳（友情出演）
- ケン坊：蓑輪裕太
- 川端健嗣：川端健嗣
- 佐藤里佳：佐藤里佳
- 丹波（プロデューサー）：秋山武史
- 松田聖子：まねだ聖子
- 森高千里：森高千里（友情出演）
- AD北：萩原聖人（友情出演）
- バイクの男：笑福亭鶴瓶（友情出演）
- 鳴門大輔：平幹二朗

## 劇中に使用された楽曲
- 虹色橋（オリジナル曲、天草乱之介）
作詞・作曲：つんく、編曲：船山基紀
- 男の人生（オリジナル曲、黒井ひでと）
作詞：まこと、作曲：はたけ、編曲：船山基紀
- しんぼう峠（オリジナル曲、岬一郎）
作詞：まこと、作曲：はたけ、編曲：船山基紀
- いいわけ -演歌バージョン-
- ラーメン大好き小池さんの唄
- おふくろさん
- 骨まで愛して
- 長崎は今日も雨だった
- 与作
- そして、神戸
- よこはま・たそがれ
- 函館の女
- 柳ヶ瀬ブルース
- 青い珊瑚礁

## スタッフ
- 監督：滝田洋二郎
- 原案：斉藤ひろし
- 企画：北林由孝、久板順一朗、山崎直樹
- 脚本：斉藤ひろし、戸田山雅司
- 音楽：シャ乱Q、谷川賢作
- 音楽プロデューサー：岩瀬政雄、佐藤尚、橋本慎
- 編集：冨田功
- 撮影：栢野直樹
- 美術：部谷京子
- 音響効果：伊藤進一
- プロデューサー：宅間秋史、小林壽夫、宮澤徹
- 主題歌：「パワーソング」シャ乱Q
- 製作：フジテレビ
- 配給：東宝

## オリジナルサウンドトラック
発売日 1997年8月27日
- 収録曲

1. パワーソング/ シャ乱Q
2. いいわけ/ 岬一郎
3. 虹色橋/ 天草乱之介
4. おふくろさん/ 天草乱之介
5. 長崎は今日も雨だった/ ますからトリオ
6. 男の人生/ 黒井ひでと
7. しんぼう峠/ 岬一郎
8. シューベルトのセレナーデ/ サントラ
9. ラーメン大好き小池さんの唄
10. GO AWAY/ サントラ
11. 呪いの人形のテーマ/ サントラ
12. IN STORE TECHNO/ サントラ
13. 浮世バトル/ サントラ
14. 虹色橋 オリジナル・カラオケ/ カラオケ